# Toxoniella tharaka
Toxoniella tharaka – gatunek pająka z rodziny obniżowatych. Endemiczny dla Kenii.

## Taksonomia
Gatunek ten opisany został po raz pierwszy w 2021 roku przez Dancuna A. Oketcha i Li Shuqianga na łamach „African Invertebrates” w publikacji współautorstwa Esther N. Kioko. Jako lokalizację typową wskazano Chogoria Forest na terenie Parku Narodowego Góry Kenia w gminie Chogoria w kenijskim hrabstwie Tharaka-Nithi. Epitet gatunkowy pochodzi od lokalizacji typowej.

## Morfologia

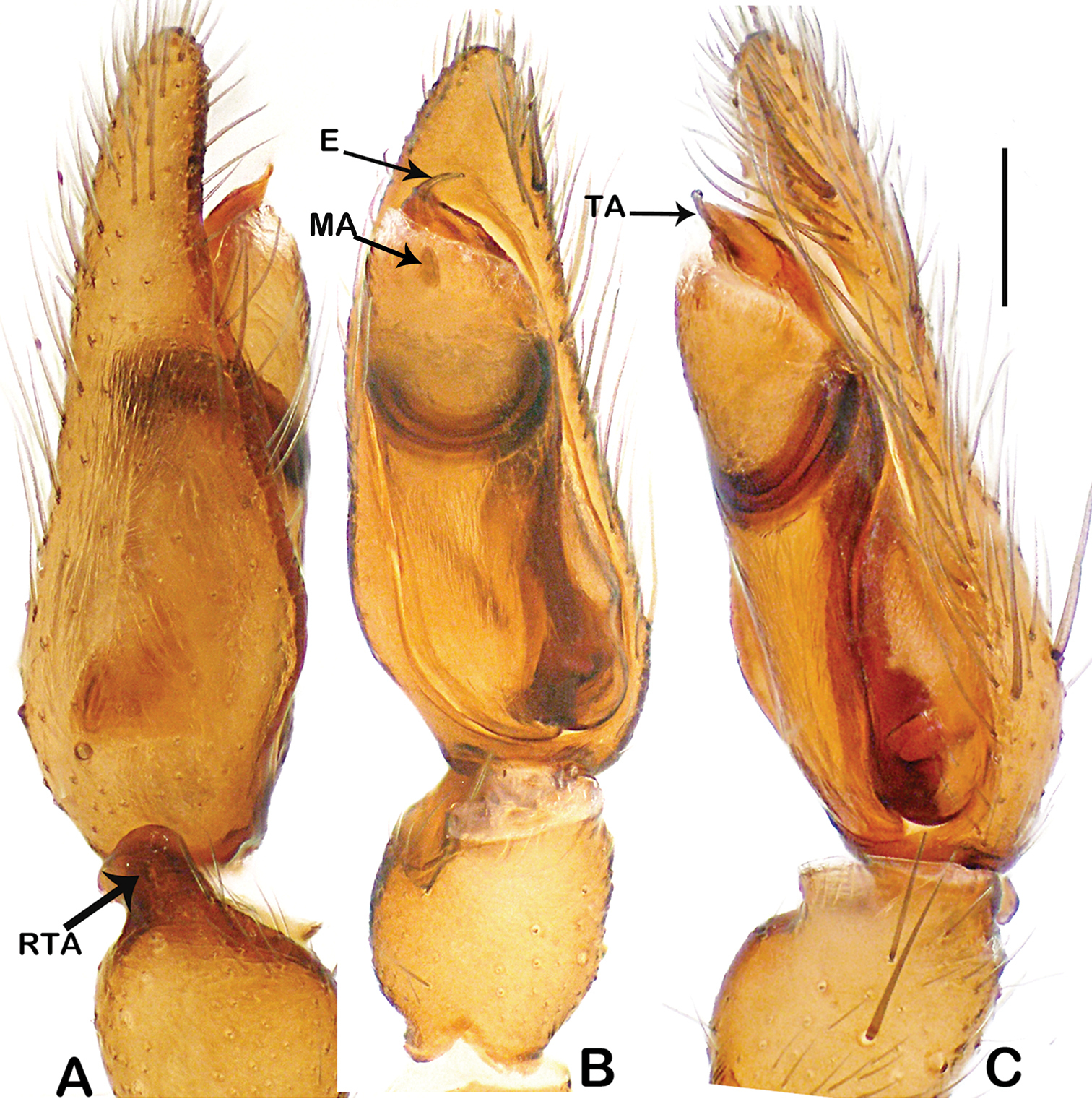
Bulbus samca. RTA: apofiza retrolateralna, MA: apofiza medialna, TA: apofiza tegularna, E: embolus

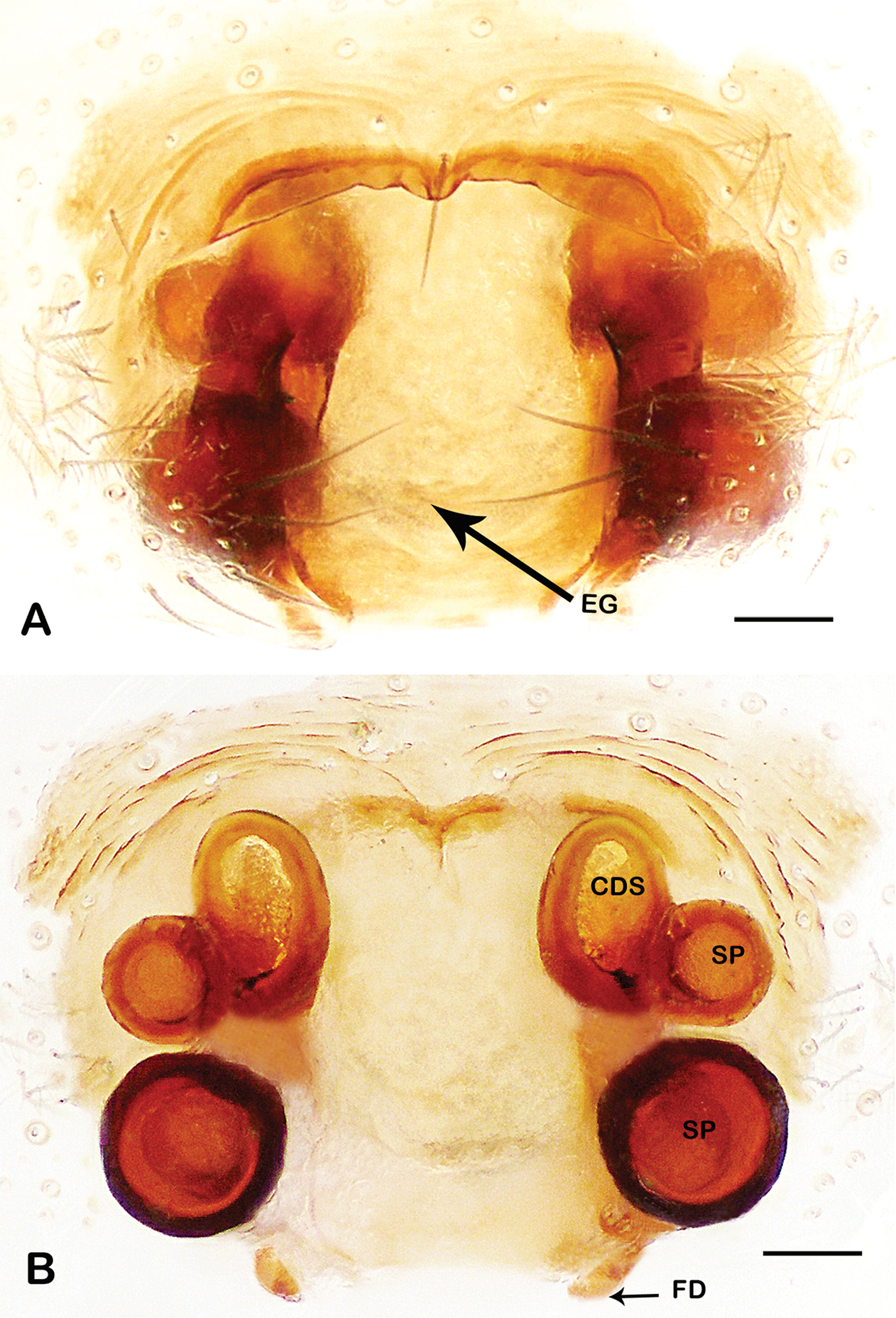
Genitalia samicy. EG: płytka płciowa, CDS: cul de sacs, SP: spermateka

Samiec ma ciało długości 4,6 mm przy karapaksie długości 2,6 mm i szerokości 1,7 mm, samica zaś ma ciało długości 5,7 mm przy karapaksie długości 2,9 mm i szerokości 1,9 mm.
Ubarwienie karapaksu jest żółtawobrązowe z promieniście rozchodzącymi się z wąskiej, ciemnobrązowej, podłużnej jamki liniami szarych szczecinek. Nadustek jest dwukrotnie wyższy od średnicy oczu przednio-środkowej pary. Wydłużone szczękoczułki są brązowe z rudopomarańczowymi elementami. Dłuższa niż szeroka warga dolna, dwukrotnie od niej dłuższe, również dłuższe niż szerokie szczęki oraz dłuższe niż szerokie, sercowate w zarysie sternum mają brązowe ubarwienie. Odnóża pierwszej i drugiej pary odznaczają się szeregami zakrzywionych, coraz to większych w kierunku odsiebnych trichobotrii na grzbietowych stronach goleni, nadstopii i stóp. Opistosoma (odwłok) samca jest z wierzchu szaro oszczeciniona z rudym przodem, dwoma parami brązowych sigillae i drobnymi brązowymi kropkami, od spodu zaś bladożółtawobrązowa z nakrapianiem. U samicy opistosoma jest nieco ciemniejsza.
Nogogłaszczki samca cechują się nieco pochyloną, przysadzistą, przeciętnie długą, tępo zakończoną apofizą retrolateralną, niewielką apofizą medialną, U-kształtnym w widoku brzusznym przewodem nasiennym, błoniastą wierzchołkową częścią tegulum oraz pazurkopodobnym embolusem. Samica ma żółtawobrązową, zesklerotyzowaną płytkę płciową z wpukloną pośrodku krawędzią przednią i szeroką bruzdą pośrodkową rozdzielającą dwie prześwitujące przez płytkę spermateki o kulistym zarysie oraz krótkie cul de sacs.

## Ekologia i występowanie
Pająk afrotropikalny, endemiczny dla Kenii, znany tylko z dwóch parków narodowych. Spotykany na rzędnych od 1850 do 2600 m n.p.m., m.in. w zagajnikach bambusowych.